# Michelle Mitchenor
Michelle Mitchenor est une actrice américaine née le 21 avril 1988 connue pour interpréter l'agent Sonya Bailey dans la série l'Arme fatale.

## Biographie

### Jeunesse
Michelle Mitchenor naît à Trenton dans l’État du New Jersey, USA, où elle étudie la danse et les arts dramatiques à l’Ocean County Performing Arts Academy High School . Elle obtient le diplôme des Beaux-Arts (Bachelor of Fine Arts) en danse à l’université de Towson (Maryland).

### Carrière
Elle commence sa carrière de danseuse professionnelle auprès de Rihanna, Beyoncé, Pharrell Williams, Cee-lo Green et quelques autres.
Sa carrière d’actrice démarre en 2013, dans la série télévisée Black Boots, série pour laquelle elle est à la fois actrice et assistante de production. En parallèle, elle fait des apparitions dans diverses séries, dont Sex Sent Me to the ER et Sunday.
En 2015 elle se tourne définitivement vers le cinéma avec le film Chi-Raq réalisé par Spike Lee, dans lequel elle joue le rôle d’Indigo.
En août 2016 elle est choisie pour interpréter l'agent Sonya Bailey dans la série à succès L'Arme fatale.

### Vie privée
En octobre 2017 Michelle Mitchenor se fiance avec l’acteur Coley Mustafa Speaks qu’elle épouse le 14 octobre 2018 au London West Hollywood Hotel à Beverly Hills.
Elle donne naissance à son premier enfant, Noir Phoenix, en août 2020.
Elle préside son organisation caritative à but non lucratif The Mitchenor Foundation dont l'objectif est de permettre aux enfants issus de communautés défavorisées aux États-Unis et dans le monde de pouvoir suivre des cours d’arts visuels.

## Films et séries
- 2013-2016: Black Boots : Zoe Young (17 épisodes)
- 2014: Sunday : Monica (2 épisodes)
- 2014: Sex Sent Me to the ER : Infirmière d'admission (1 épisode)
- 2015: Last to Love : Sydney (9 épisodes)
- 2015: Chi-Raq : Indigo
- 2015: The Marriage Tour : Kelly (1 épisode)
- 2016: Fade Away (court-métrage) : Teresa
- 2016: The Infamous (film) : Eva Adams
- 2016-2019: L'Arme Fatale (Lethal Weapon) : Agent Sonya Bailey
- 2017: Tales : Crystal (1 épisode)
- 2018: Where We Go from Here (post-production) : Bank Teller